# Beauty Pop
Beauty Pop (ビューティーポップ, Byūtī Poppu) est un manga shōjo créé par la mangaka Kiyoko Arai.
Au Japon Beauty Pop a été prépublié dans le magazine Ciao puis publié par Shogakukan entre 2003 et 2008.
Le manga a également été adapté en un drama CD sorti en novembre 2004.

## Synopsis
La jeune Kiri Koshiba possède un don pour la coiffure. D'un naturel nonchalant, elle rencontre cependant rapidement des problèmes avec le « Projet Ciseaux », un groupe de garçons s'occupant de relooker des jeunes filles. Ils sont menés par le colérique Narumi, qui aspire à devenir un jour le meilleur coiffeur du Japon.

## Personnages
- Kiri Koshiba (小柴 綺里, Koshiba Kiri?) Elle ne parle pas beaucoup, est méprisée par Narumi, qu'elle appelle pour l'embêter 'Naru-Naru' et lui lance des vents mais elle reste très fidèle à ses amis. Elle est très nonchalante et semble en permanence fatiguée. Elle a un talent hors pair pour la coiffure. Lorsqu'elle s'apprête à coiffer quelqu'un, sa phrase fétiche est 'Laisse-moi ajouter un peu de magie' ou.
- Shogō Narumi (鳴海 彰伍, Narumi Shogō?) Il déteste les filles, (il y est allergique!) en particulier Kiri, au début. Il la considère comme sa rivale et n'arrête pas d'essayer de la défier. Il a pour but de devenir le meilleur coiffeur du Japon.
- Kazuhiko Ochiai (鳴海 彰伍, Ochiai Kazuhiko?) Il fait partie du PC et en devient le président. Son domaine est le maquillage, et il rêve que l'entreprise de produits de beauté de sa famille devienne la meilleure du Japon. Il tombe peu à peu amoureux de Kiri.
- Kei Minami (南 啓, Minami Kei?) Il a une légère ressemblance avec Kiri, seulement sur le fait de manger et de dormir tout le temps. Il parle tout le temps et est un véritable gamin, mais est très mignon. Il se spécialise dans la manucure, et est capable de créer de véritables chefs-d'œuvre sur les ongles des autres.
- Iori Minamoto (源 伊織, Minamoto Iori?) Il parle souvent en anglais, et utilise des arômes et parfums à tout bout de champ, surtout pour faire succomber les filles sous son charme....
- Kanako Aoyama (青山 加奈子,, Aoyama Kanako?) C'est la meilleure amie de Kiri. Elle est amoureuse de Kazuhiko, qui ne répond pas ses attentes.
- Tarô Komatsu (小松 太郎, Komatsu Tarô?) Il est toujours au courant de tout, c'est une vraie commère. Il admire Narumi dans un sens assez douteux et pense être doué pour la coiffure, mais ne sait absolument pas se servir d'une paire de ciseaux.
- Chisami Narumi (鳴海 千佐美,, Narumi Chisami?) C'est la petite sœur de Narumi, elle est très mignonne et elle le sait, elle en profite pour minauder devant les garçons, ce pourquoi elle est détestée par beaucoup de filles dans son école. Elle est assez hautaine, et un peu égoïste, mais pas franchement méchante. Elle croit que Kiri est son "prince charmant"...
- Seki Kinichirô (関 謙一郎, Ken'ichirō Seki?) Il s'excuse tout le temps et semble désemparé au moindre événement. Il est très gentil et masse merveilleusement bien.
- Seiji Koshiba (小柴 政司, Koshiba Seiji?) C'est le père de Kiri. Autrefois un coiffeur extrêmement célèbre et talentueux au Japon.
- Emi Koshiba (小柴 恵実,, Koshiba Emi?) C'est la mère de Kiri, elle est maquilleuse à Hollywood ! Elle est très protectrice envers sa fille.
- Billy Iketani (ビリー 池谷, Iketani Birī?) Il fait une brève arrivée dans le manga, a un passé qui le trouble. Il est employé par le père de Narumi.
- Shampoo (Shampooシャンプー)C'est le chat de Kiri, les gens donnent à ce dernier beaucoup des sardines ou autres, c'est un vrai goinfre !

## Publication
Beauty Pop a fait une courte interruption, mais est revenu sous le titre Beauty Pop Étape 2.